# John Fawcett
John Fawcett (Wennington, 8 de desembre de 1789 – Lancashire, 26 d'octubre de 1867), fou un compositor anglès.
En la seva joventut fou sabater, però després es dedicà a la música i assolí gran renom com a compositor d'obres religioses.
Les principals de les seves col·leccions d'himnes i de salms són les titulades The Voice of harmony; The harp of Zion, i Miriam's timbrel, devent-se'l i, a més, l'oratori The paradise.